# Helene Johanna Zeller

Palmenwald-Kochbuch des Kurhauses Palmenwald in Freudenstadt

Helene Johanna Zeller (* 21. Dezember 1878 in Neipperg; † 11. März 1964 in Tübingen) war eine deutsche Schriftstellerin.

## Leben
Helene Johanna Zeller war die Tochter des protestantischen Pfarrers Paul Renatus Zeller (1848–1924), der von 1891 bis 1916 Dekan im Kirchenbezirk Freudenstadt war. Nach längeren Aufenthalten in der Schweiz und in Großbritannien gründete sie eine private Töchterschule in Freudenstadt. Ab 1912 lebte sie als freie Schriftstellerin. Bis 1916 war sie daneben als Redakteurin diverser Zeitungen in Freudenstadt und Bad Rippoldsau tätig. Später wirkte sie auch als Sprachlehrerin für Englisch. Zeller lebte zuletzt in Tübingen.
Helene Johanna Zeller verfasste Romane und Erzählungen, vorwiegend für Kinder und Jugendliche. Daneben übersetzte sie aus dem Englischen ins Deutsche.

## Werke
- Palmenwald-Kochbuch, Stuttgart 1909 (zusammen mit Anna Diewald)
- Das Märchen vom König Raub, Leipzig 1913
- Prinzessin Perle, Leipzig 1913
- Die große Überwinderin, Dresden-Klotzsche 1925
- Hab Sonne im Herzen, Gauting b. München 1925
- Vom kleinen Konrad und seinem großen Kürbis, Stuttgart 1925
- Lisbeths Weihnachtskerze, Barmen 1927
- Das Moseskindlein, Barmen 1927
- Wie das Ilslein beten lernte, Barmen 1927
- Mutterland, Gauting bei München 1929
- Die Glücksblüte, Kassel 1932
- Klein Mirjams Traumfahrten mit dem braunen Kuckuck, Kassel 1932
- Fröhliche ABC-Schützen, Reutlingen 1934
- Das Lied im Walde, Elberfeld 1934
- Puppe Elsbeth. Mutters Puppe, Reutlingen 1935
- Die vielen tausend Lichtlein ... Die Krippe, Elberfeld 1935
- Gabriele Bender – die Nene, Wuppertal-Elberfeld 1958
- Der erfüllte Weihnachtswunsch, Lahr-Dinglingen (Baden) 1963
- Paul Viktors großes Erlebnis, Lahr-Dinglingen (Baden) 1964
- Ein Puppenwagen unter dem Weihnachtsbaum, Lahr-Dinglingen (Baden) 1964

## Übersetzungen
- John Burroughs: Heuschrecken und wilder Honig, Jena 1911
- John Stuart Conning: Besinnen sich die Juden auf Jesus?, Stuttgart 1949
- Martin Dies: Die Propaganda totalitär gesinnter Gruppen in den Vereinigten Staaten, Stuttgart [u. a.] 1942